# Женская сборная Хорватии по волейболу
Женская национальная сборная Хорватии по волейболу (хорв. Hrvatska ženska odbojkaška reprezentacija) — представляет Хорватию на международных соревнованиях по волейболу. Управляющей организацией выступает Хорватская волейбольная ассоциация (Hrvatska odbojkaška udruga — HOU) .

## История
После распада Югославии в 1992 году был образован независимый Хорватский волейбольный союз, в том же году вступивший в ФИВБ и ЕКВ.
Хорватский волейбол в лице загребского «Младоста» на первые роли в волейбольной Югославии всерьёз вышел в конце 1980-х годов, когда в команде в качестве консультанта начал работать выдающийся советский тренер Николай Карполь, причём эту работу он осуществлял параллельно с тренерской деятельностью в российской «Уралочке» и женских сборных СССР и России. В 1989—1991 «Младост» трижды подряд выигрывал чемпионаты Югославии, а в сезоне 1991—1992 по протекции того же Карполя принял участие в открытом чемпионате России и стал серебряным призёром турнира, уступив первенство лишь «Уралочке». Целый ряд волейболисток сборных СССР и России (И.Кириллова, В.Огиенко, И.Ильченко, Е.Чебукина) в начале 1990-х выступал за этот хорватский клуб.
После выхода на международную арену сборной Хорватии Николай Карполь оказывал активную помощь также и ей. Спарринги со сборной России, совместные сборы, товарищеские матчи — всё это оказало неоценимую услугу женскому хорватскому волейболу в период своего становления. Большую роль для хорватской национальной команды сыграл и тот факт, что выдающаяся советская волейболистка, связующая, олимпийская чемпионка и чемпионка мира Ирина Кириллова в начале 1990-х получила хорватское гражданство и приняла решение выступать за эту страну. Позже её примеру последовали и две её подруги по «золотой» сборной СССР конца 1980-х—начала 1990-х годов — Елена Чебукина и Татьяна Сидоренко. Вкупе с появлением в местном волейболе таких игроков как грозная нападающая Барбара Елич, Славица Кузманич, Ванесса Сршен, Мария Анзулович, Наташа Лето, Марьяна Рибичич это способствовало подъёму результатов сборной Хорватии и выдвижению её в число лидеров европейского женского волейбола.
Дебют хорватской сборной в официальных международных соревнованиях прошёл в мае 1993 года в рамках отборочного турнира чемпионата Европы. В своей квалификационной группе хорватки, ведомые Ириной Кирилловой, дважды победили Словению и Швейцарию и поделили очки с Польшей, заняв при этом 1-е место. В основной стадии Евро в сентябре—октябре того же года команда Хорватии стала 6-й. Через три недели сборная приняла участие в квалификации чемпионата мира 1994, но уступила путёвку сначала сборной Румынии, а в дополнительном турнире и украинской национальной команде.
В сентябре—октябре 1995 в Нидерландах прошёл очередной чемпионат Европы, на котором сборная Хорватии выиграла свои первые медали в официальных соревнованиях, проводимых под эгидой Европейской конфедерации волейбола. До решающего матча хорватки, состав которых в дополнение к Кирилловой усилила Елена Чебукина, прошли без потерь, одержав 6 побед подряд, но вместо ожидавшегося с большим интересом финала между сборными России и Хорватии, в нём хорватским волейболисткам пришлось играть с хозяйками первенства — сборной Нидерландов, в полуфинале неожиданно переигравших россиянок. В решающем матче голландки вторично огорчили Карполя, «всухую» победив опекаемую им команду.
В ноябре того же года сборная Хорватии в качестве вице-чемпиона Европы приняла участие в розыгрыше Кубка мира и заняла в нём почётное 4-е место вслед за командами Кубы, Бразилии и Китая.
4 января 1996 в немецком Бремене сборные России и Хорватии встретились в рамках европейского олимпийского квалификационного турнира. Матч завершился обидной неудачей для хорватских волейболисток. Ведя 2:1 по партиям, они всё же уступили 2:3, а затем проиграли ещё и немкам с голландками, оставшись тем самым без путёвки на Олимпиаду.
В октябре 1997 года на чемпионате Европы, проходившем в Чехии, сборные России и Хорватии, российскую колонию в которой пополнила Татьяна Сидоренко, уверенно добрались до финала, победу в котором одержали российские волейболистки со счётом 3:0, сумев закрыть неудержимую хорватскую нападающую Барбару Елич. Накануне в полуфинале с болгарками Елич атаковала 102 раза за матч и сил на решающий поединок у неё не хватило. Хорватия вновь осталась с «серебром».
На дебютном для Хорватии чемпионате мира 1998 в составе сборной играли уже 4 бывшие российские волейболистки. В дополнение к Кирилловой, Чебукиной и Сидоренко хорватское волейбольное гражданство получила и Мария Лихтенштейн, два года назад ещё выступавшая за сборную России на Олимпиаде-96. В первом групповом раунде хорватки с одинаковым счётом 2:3 уступили Южной Корее и Китаю, но уверенная победа над Таиландом позволила им продолжить своё выступление на турнире, хотя и с багажом из двух поражений, пошедших в зачёт второго этапа. Во втором групповом раунде сборная Хорватии обыграла болгарок и итальянок, но уступив несомненному гегемону мирового женского волейбола 1990-х сборной Кубы 0:3, не смогла продолжить борьбу за медали. В утешительном плей-офф хорватские волейболистки «всухую» победили хозяек мирового первенства сборную Японии и проиграли команде Италии, заняв итоговое 6-е место.
На чемпионате Европы 1999 года, проходившем в Италии, в финале вновь, как и двумя годами ранее, встретились сборные России и Хорватии, в составе которой из бывших россиянок осталась только связующая Мария Лихтенштейн. К решающему матчу команды подошли в разном функциональном состоянии. Россиянки в полуфинале не встретили никакого реального сопротивления со стороны сборной Германии, а хорватки на этой стадии вынуждены были провести тяжелейший пятисетовый матч с хозяйками первенства, причём феноменальную результативность в нём продемонстрировала лучшая нападающая хорваток Барбара Елич, набравшая 53 очка. Очевидно усталость волейболисток Хорватии стала одной из причин того, что в финале борьбы не получилось — сборная России уверенно в трёх партиях разобралась со своими соперницами. Сборная Хорватии в третий раз подряд осталась с серебряными медалями европейских первенств. Трёхкратными призёрами чемпионатов Европы стали Б.Елич, С.Кузманич и М.Рибичич.
На прошедшем в ноябре 1999 в Японии Кубке мира хорватские волейболистки выступили неудачно, заняв лишь 8-е место из 12 участвовавших в розыгрыше команд.
2000 год ознаменовался для сборной Хорватии олимпийским дебютом. На предварительной стадии волейбольного турнира сиднейской Олимпиады хорватки в своей группе одержали победы над сборными Китая, Австралии и Кении и проиграли командам Бразилии и США. В четвертьфинале плей-офф хорватские волейболистки уступили в трёх сетах сборной Кубы, а в утешительных матчах за 5—8-е места проиграли команде Германии 1:3 и выиграли у Южной Кореи 3:1, заняв 7-е итоговое место.
После 2000 года последовал резкий спад результатов сборной. Всё больше хорватских волейболисток уезжало в заграничные клубы и практически перед каждым турниром возникали проблемы с привлечением в сборную всех потенциально сильнейших игроков. Прежде всего именно этот фактор привёл к тому, что национальная команда Хорватии на тех чемпионатах мира и Европы, куда смогла квалифицироваться, выбывала из борьбы за высокие места уже на ранних стадиях соревнований. Следствием неудовлетворённости положением дел в национальной сборной страны явилась и тренерская чехарда, воцарившаяся в команде после ухода Ивицы Елича, возглавлявшего сборную с 1993 по 2000 годы. За 12 последующих лет в сборной Хорватии в качестве главного тренера успело смениться 6 специалистов, в числе которых была и Ирина Кириллова, короткий срок в 2011 году проработавшая на этом посту и ушедшая в отставку из-за разногласий с руководством Хорватского волейбольного союза.
В 2013 году сборную возглавил Игорь Ловринов, тренер команды «Риека», ведущей команды Хорватии последних лет. Перед чемпионатом Европы 2013 национальная команда сумела собрать оптимальный состав и уверенно прошла групповую стадию Евро, но поражение в четвертьфинале от хозяек первенства — волейболисток Германии — перечеркнуло надежды хорватских волейбольных болельщиков на то, что их команде по силам побороться за медали чемпионата.
В декабре того же года новым главным тренером сборной Хорватии назначен бразильский специалист Анжело Верчези. Под его руководством на протяжении двух сезонов сборная выступала неудачно, а в 2015 даже покинула 2-й дивизион Гран-при. В 2016 на пост наставника сборной Хорватии назначен Мирослав Аксентьевич, ранее с 2008 по 2010 уже возглавлявший национальную команду страны.
В преддверии отборочного турнира чемпионата Европы 2019 главным тренером сборной Хорватии стал итальянец Даниэле Сантарелли, по совместительству возглавляющий команду «Имоко Воллей» (Конельяно, Италия). Под его руководством хорватки без потерь прошли квалификацию в своей группе и обеспечили себе путёвку на континентальное первенство.

## Результаты выступлений и составы

### Олимпийские игры
- 1996 — не квалифицировалась
- 2000 — 7-е место
- 2004 — не участвовала
- 2008 — не квалифицировалась
- 2012 — не квалифицировалась
- 2016 — не квалифицировалась
- 2020 — не квалифицировалась
- 2024 — не участвовала

- 2000: Наташа Лето, Ингрид Шишкович, Патриция Даничич, Марьяна Рибичич, Мария Анзулович, Барбара Елич, Ана Каштелан, Биляна Глигорович, Елена Чебукина, Весна Елич, Бети Римач, Гордана Юрцан. Тренер — Ивица Елич.

### Чемпионаты мира
- 1994 — не квалифицировалась
- 1998 — 6-е место
- 2002 — не квалифицировалась
- 2006 — не квалифицировалась
- 2010 — 17—20-е место
- 2014 — 13—14-е место
- 2018 — не квалифицировалась
- 2022 — 22-е место
- 2025 — не квалифицировалась

- 1998: Наташа Лето, Татьяна Сидоренко, Марьяна Рибичич, Снежана Миич, Мария Анзулович, Славица Кузманич, Барбара Елич, Ванеса Сршен, Мария Лихтенштейн, Елена Чебукина, Ирина Кириллова, Ивана Троха. Тренер — Ивица Елич.
- 2010: Ана Грбац, Цецилия Джуич, Марина Милетич, Мирела Делич, Саня Попович, Миа Тодорович, Миа Ерков, Иляна Дуганджич, Сенна Ушич, Марина Катич, Мирела Бареш, Ивана Милош, Елена Алайбег, Майя Поляк. Тренер — Мирослав Аксентьевич.
- 2014: Сенна Ушич, Ана Грбац, Николина Елич, Антония Калеб, Бернарда Чутук, Миа Ерков, Ивана Милош, Саня Попович, Саманта Фабрис, Карла Кларич, Бернарда Брчич, Елена Алайбег, Майя Поляк, Мария Ушич. Тренер — Анжело Верчези.
- 2022: Мика Грбавица, Эма Струняк, Божана Бутиган, Клара Перич, Лаура Милош, Луция Млинар, Дияна Каратович, Бета Думанчич, Йосипа Маркович, Саманта Фабрис, Мартина Шамадан, Леа Деак, Изабела Штимац, Наталия Томич. Тренер — Ферхат Акбаш.

### Кубок мира
- 1995 — 4-е место
- 1999 — 8-е место
- 2003 — не квалифицировалась
- 2007 — не квалифицировалась
- 2011 — не квалифицировалась
- 2015 — не квалифицировалась
- 2019 — не квалифицировалась

- 1995: Ирина Кириллова, Елена Чебукина, Барбара Елич, Славица Кузманич, Снежана Миич, Ванеса Сршен, Гордана Юрцан, Наташа Осмокрович, Душица Калаба, Желька Йовичич, Марьяна Рибичич, Татьяна Андрич. Тренер — Ивица Елич.
- 1999: Мария Лихтенштейн, Барбара Елич, Мия Ерков, Ана Каштелан, Славица Кузманич, Наташа Лето, Патриция Даничич, Бети Римач, Ивана Троха, Майя Поляк, Марьяна Рибичич, Ингрид Шишкович. Тренер — Ивица Елич.

### Гран-при
В розыгрышах Гран-при 1993—2000, 2002—2013 сборная Хорватии участия не принимала.
- 2001 — не квалифицировалась
- 2014 — 23-е место (3-е в 3-м дивизионе)
- 2015 — 20-е место (8-е во 2-м дивизионе)
- 2016 — 21-е место (1-е в 3-м дивизионе)
- 2017 — 23-е место (11-е во 2-м дивизионе)

- 2014: Сенна Ушич, Ана Грбац, Николина Божичевич, Николина Елич, Антония Калеб, Бернарда Чутук, Миа Ерков, Ивана Милош, Саманта Фабрис, Карла Кларич, Бернарда Брчич, Елена Алайбег, Майя Поляк, Мария Ушич. Тренер — Анжело Верчези.
- 2015: Сенна Ушич-Догуница, Ана Грбац, Мария Прса, Николина Елич, Бернарда Чутук, Тамара Сушич, Саманта Фабрис, Ведрана Якшетич, Мария Ушич, Динка Кулич, Ива Юришич, Люция Млинар, Ивона Чачич. Тренер — Анжело Верчези.
- 2016: Рене Сайн, Ана Грбац, Эма Струняк, Ива Юришич, Мира Топич, Мия Ерков, Ана Вранкович, Бета Думанчич, Саманта Фабрис, Карла Кларич, Бернарда Брчич, Леа Цветнич. Тренер — Мирослав Аксентьевич.
- 2017: Рене Сайн, Николина Божичевич, Божана Бутиган, Лара Штимац, Эма Струняк, Катарина Павичич, Елена Шунич, Саманта Фабрис, Наталия Томич, Матеа Чурак, Лара Вукасович, Луция Млинар, Катарина Лукетич. Тренер — Мирослав Аксентьевич.

### Кубок претендентов
- 2019 — 4-е место
- 2022 — 1-е место
- 2023 — 7-е место

### Чемпионаты Европы
| - 1993 — 6-е место - 1995 — 2-е место - 1997 — 2-е место - 1999 — 2-е место - 2001 — 9—10-е место - 2003 — не квалифицировалась - 2005 — 8-е место - 2007 — 13—16-е место - 2009 — 13—16-е место | - 2011 — 13—16-е место - 2013 — 5—8-е место - 2015 — 9—12-е место - 2017 — 9—12-е место - 2019 — 9—16-е место - 2021 — 9—16-е место - 2023 — 21—24-е место - 2026 — |

- 1993: Ирина Кириллова, Барбара Елич, Снежана Миич, Мария Джуич, Гордана Юрцан, Славица Кузманич, Ванеса Сршен, Андреа Юрчич, Сергея Лорбер, Мария Анзулович, Звездана Широла, Наташа Осмокрович. Тренер — Ивица Елич.
- 1995: Ирина Кириллова, Елена Чебукина, Барбара Елич, Славица Кузманич, Снежана Миич, Ванеса Сршен, Гордана Юрцан, Наташа Осмокрович, Душица Калаба, Желька Йовичич, Марьяна Рибичич, Татьяна Андрич. Тренер — Ивица Елич.
- 1997: Ирина Кириллова, Елена Чебукина, Татьяна Сидоренко, Барбара Елич, Славица Кузманич, Снежана Миич, Ванеса Сршен, Марьяна Рибичич, Мария Анзулович, Биляна Глигорович, Соня Перцан, Ана Каштелан. Тренер — Ивица Елич.
- 1999: Мария Лихтенштейн, Барбара Елич, Мия Ерков, Ана Каштелан, Славица Кузманич, Наташа Лето, Бети Римач, Ивана Троха, Майя Поляк, Марьяна Рибичич, Ингрид Шишкович, Тихана Стипанович. Тренер — Ивица Елич.
- 2001: Наташа Осмокрович, Ингрид Шишкович, Патриция Даничич, Марина Катич, Драгана Маринкович, Биляна Глигорович, Елена Чебукина, Весна Елич, Бети Римач, Майя Поляк, Миа Ерков, Искра Миялич. Тренер — Ненад Комадина.
- 2005: Зринка Зуанович, Сенна Ушич, Марина Катич, Иляна Дуганджич, Саня Попович, Катарина Барун, Весна Елич, Бети Римач, Патриция Даничич, Биляна Глигорович, Миа Ерков, Диана Решчич, Майя Поляк. Тренер — Ивица Елич.
- 2007: Зринка Петрович (Зуанович), Ана Грбац, Марина Милетич, Мирела Делич, Саня Попович, Диана Решчич, Паола Дошен, Иляна Дуганджич, Ивана Милош, Катарина Барун, Елена Алайбег, Люция Цигич. Тренер — Мио Вукович.
- 2009: Ана Грбац, Цецилия Джуич, Марина Милетич, Мирела Делич, Саня Попович, Миа Ерков, Сенна Ушич, Марина Катич, Катарина Барун, Елена Алайбег, Майя Поляк. Тренер — Мирослав Аксентьевич.
- 2011: Биляна Глигорович, Мариета Драженович, Марина Милетич, Саня Попович, Хана Чутура, Иляна Дуганджич, Мира Топич, Николина Ковачич, Ивана Милош, Паола Дошен, Елена Алайбег, Майя Поляк. Тренер — Дамир Юрко.
- 2013: Сенна Ушич, Ана Грбац, Мира Топич, Бернарда Чутук, Миа Ерков, Ивана Милош, Саня Попович, Саманта Фабрис, Бернарда Брчич, Мартина Малевич, Елена Алайбег, Майя Поляк. Тренер — Игорь Ловринов.
- 2015: Сенна Ушич-Догуница, Ана Грбац, Николина Божичевич, Мира Топич, Бернарда Чутук, Мая Буразер, Ивана Милош, Катарина Барун-Шушняр, Саманта Фабрис, Карла Кларич, Бернарда Брчич, Майя Поляк. Тренер — Анжело Верчези.
- 2017: Рене Сайн, Ана Грбац, Николина Божичевич, Матеа Икич, Эма Струняк, Марцелла Шайни, Ивана Прокопич (Милош), Катарина Барун-Шушняр, Бета Думанчич, Саманта Фабрис, Ника Станович, Бернарда Чутук, Люция Млинар, Катарина Лукетич. Тренер — Игорь Ловринов.
- 2019: Рене Сайн, Ника Станович, Божана Бутиган, Николина Божичевич, Луция Млинар, Матеа Икич, Саня Попович-Гамма, Бета Думанчич, Саманта Фабрис, Мартина Шамадан, Бернарда Брчич, Карла Кларич. Тренер — Даниэле Сантарелли.
- 2021: Рене Сайн, Эма Струняк, Божана Бутиган, Николина Божичевич, Клара Перич, Луция Млинар, Матеа Икич, Бета Думанчич, Саманта Фабрис, Мартина Шамадан, Лаура Милош, Леа Деак, Карла Кларич, Динка Кулич. Тренер — Даниэле Сантарелли.

### Евролига
В розыгрышах Евролиги 2009, 2010, 2012—2017 годов сборная Хорватии участия не принимала.
- 2011 — 10—12-е место
- 2018 — 7—9-е место
- 2019 —  2-е место
- 2021 —  2-е место
- 2022 — 3—4-е место
- 2023 — не участвовала
- 2024 — 9-е место
- 2025 — 8-е место

- 2019: Рене Сайн, Ника Станович, Эма Струняк, Божана Бутиган, Николина Божичевич, Лара Штимац, Катарина Лукетич, Луция Млинар, Саня Попович-Гамма, Бета Думанчич, Саманта Фабрис, Леа Деак, Карла Кларич. Тренер — Даниэле Сантарелли.
- 2021: Рене Сайн, Эма Струняк, Божана Бутиган, Николина Божичевич, Клара Перич, Катарина Павичич, Луция Млинар, Матея Икич, Бета Думанчич, Саманта Фабрис, Мартина Шамадан, Лаура Милош, Леа Деак, Динка Кулич. Тренер — Даниэле Сантарелли.

### Европейские игры
- 2015 — 11—12-е место

- 2015: Сенна Ушич-Догуница, Ана Грбац, Николина Божичевич, Николина Елич, Майя Буразер, Тамара Сушич, Саманта Фабрис, Карла Кларич, Ведрана Якшетич, Мария Ушич, Динка Кулич, Мария Прса. Тренер — Анжело Верчези.

### Средиземноморские игры
- 1-е место — 1993, 2018.
- 3-е место — 2009, 2013.

### Кубок весны
Женская сборная Хорватии в 1993 году стала победителем традиционного международного турнира Кубок весны (Spring Cup), который ежегодно (с 1962 для мужских и с 1973 для женских сборных команд) проводился по инициативе федераций волейбола западноевропейских стран.

### Монтрё Волей Мастерс
- 3-е место — 2000

## Тренеры
- 1993—2000 — Ивица Елич
- 2001—2003 — Ненад Комадина
- 2004—2005 — Ивица Елич
- 2006—2007 — Мио Вукович
- 2008—2010 — Мирослав Аксентьевич
- 2011 — Ирина Кириллова
- 2011—2012 — Дамир Юрко
- 2013 — Игорь Ловринов
- 2013—2015 — Анжело Верчези
- 2016—2017 — Мирослав Аксентьевич
- 2017—2018 — Игорь Ловринов
- 2018—2021 — Даниэле Сантарелли
- 2022—2023 — Ферхат Акбаш
- с 2024 — Игор Арбутина

## Состав
Сборная Хорватии в соревнованиях 2024 года (Евролига, квалификация чемпионата Европы)
| №  | Имя, фамилия        | Год рождения | Рост | Амплуа      | Клуб                             |
| -- | ------------------- | ------------ | ---- | ----------- | -------------------------------- |
| 1  | Карла Антунович     | 2002         | 183  | связующая   | «Шверинер-Палмберг» Шверин       |
| 2  | Мика Грбавица       | 2001         | 191  | нападающая  | «Казальмаджоре»                  |
| 3  | Эма Струняк         | 1999         | 188  | центральная | «Сарыер» Стамбул                 |
| 4  | Божана Бутиган      | 2000         | 190  | центральная | «Иль Бизонте Фиренце» Сан-Кашано |
| 5  | Андреа Михалевич    | 2003         | 182  | нападающая  | «Тирас» Тира                     |
| 6  | Леа Деак            | 2000         | 180  | связующая   | «Небо» Запрешич                  |
| 7  | Мирта Фройнд        | 2002         | 192  | центральная | «Младост» Загреб                 |
| 8  | Матеа Смолян        | 2004         | 168  | либеро      | «Младост» Загреб                 |
| 9  | Ведрана Якшетич     | 1996         | 183  | связующая   | «Шверинер-Палмберг» Шверин       |
| 10 | Дияна Каратович     | 2003         | 175  | нападающая  | «Рибола-Каштела» Каштел Стари    |
| 11 | Нина Стризе         | 2003         | 189  | нападающая  | «Рибола-Каштела» Каштел Стари    |
| 12 | Йосипа Маркович     | 2001         | 182  | нападающая  | «МАВ-Элёре» Секешфехервар        |
| 14 | Мартина Шамадан     | 1993         | 193  | центральная | «Панатинаикос» Афины             |
| 15 | Виктория-Ана Трколь | 2004         | 189  | центральная | «Динамо» Загреб                  |
| 19 | Изабела Штимац      | 2000         | 171  | либеро      | «Волеро Ле-Канне» Ле-Канне       |
| 20 | Леонарда Грабич     | 2003         | 186  | нападающая  | «Младост» Загреб                 |

- Главный тренер — Игор Арбутина.
- Тренеры — Ивица Радочай, Саня Гамма-Попович.

## Фотогалерея

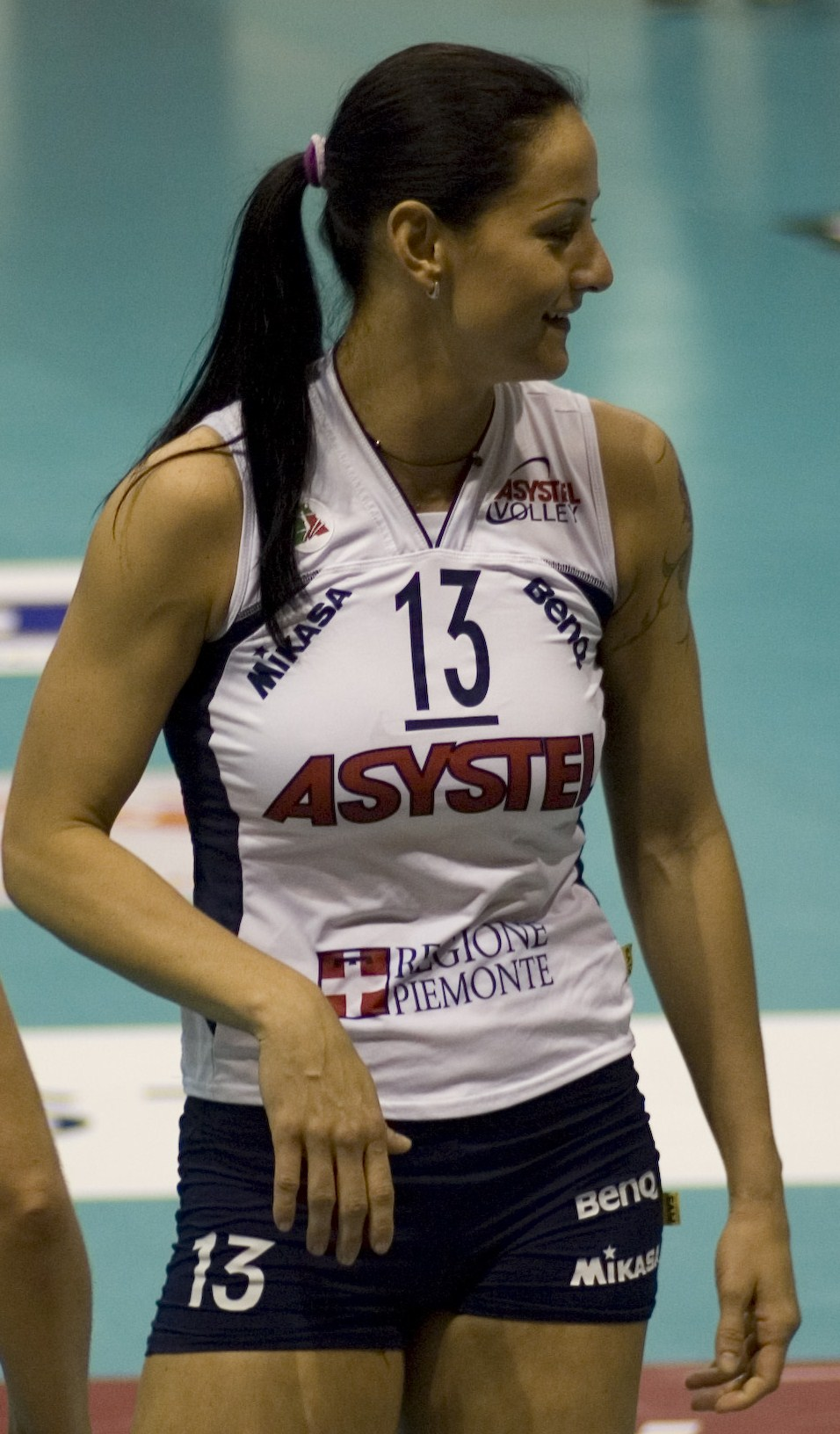
Наташа Осмокрович
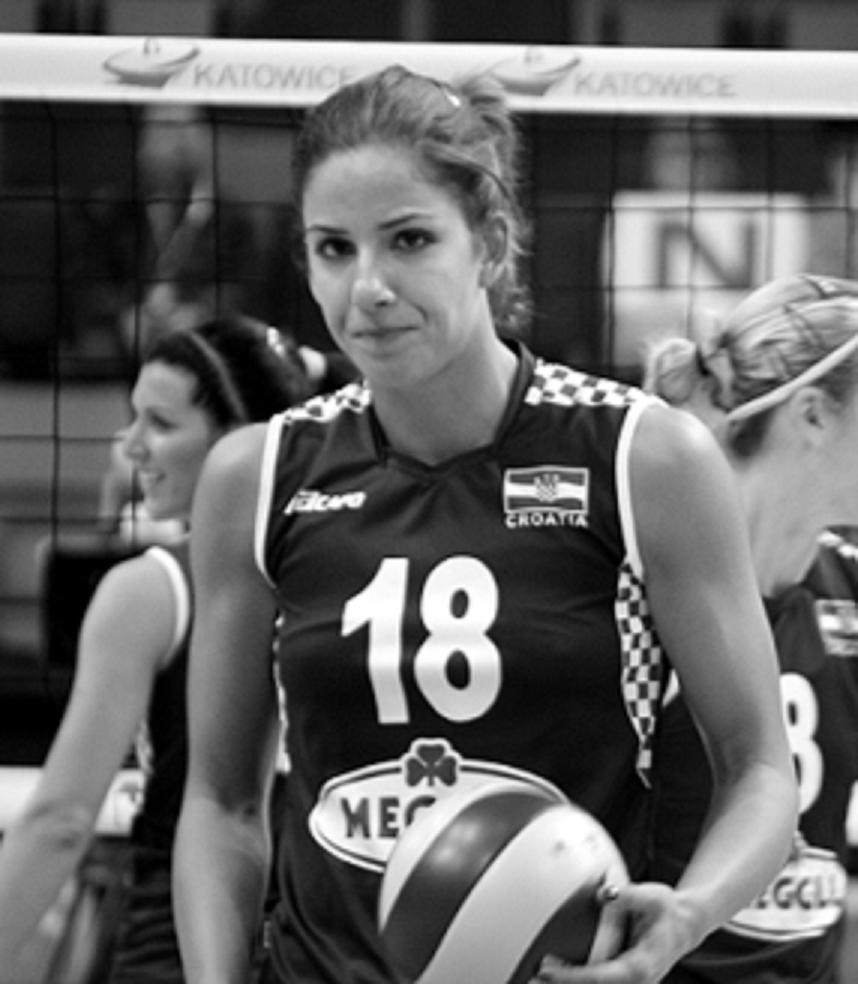
Мая Поляк
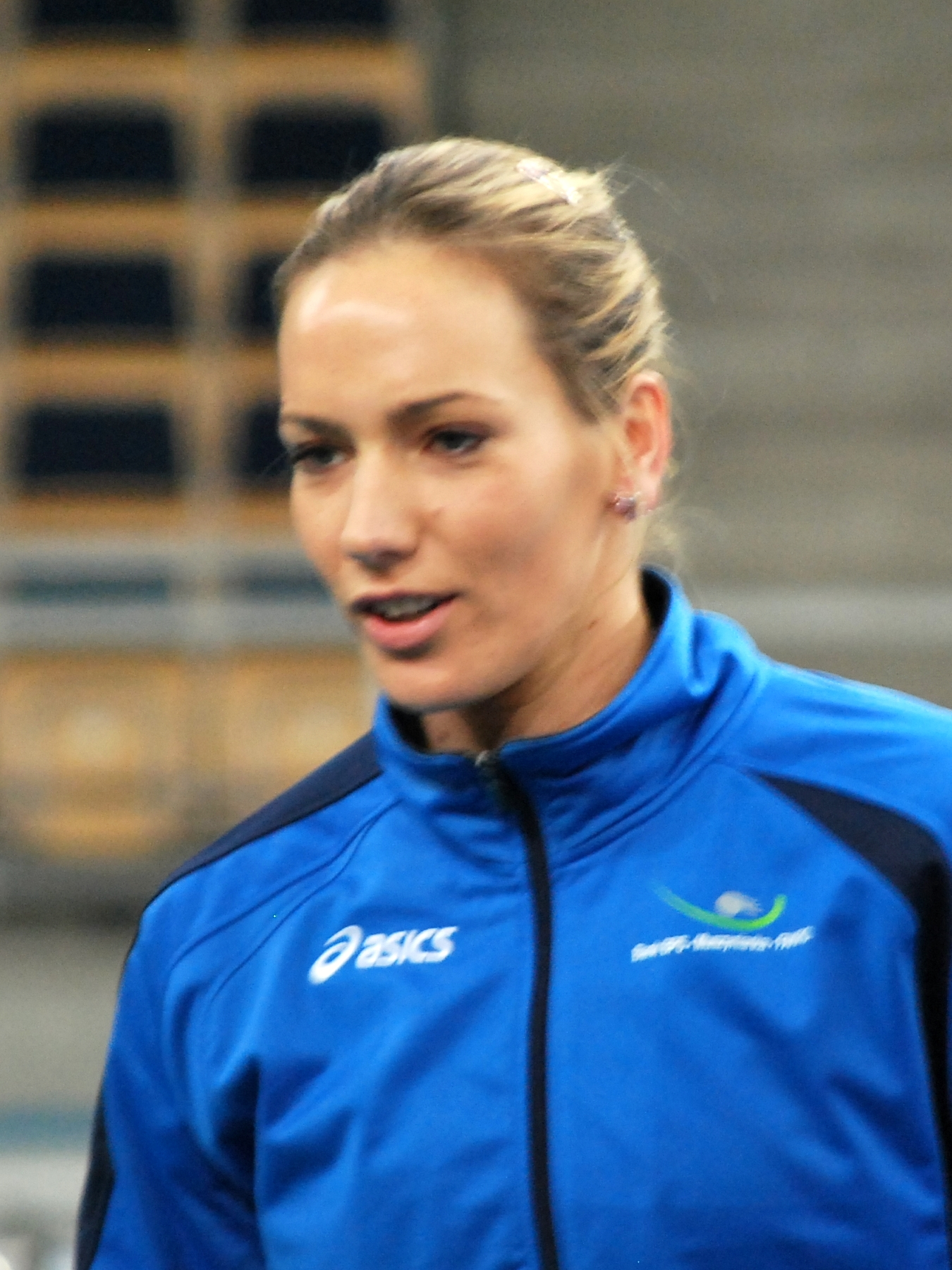
Саня Попович
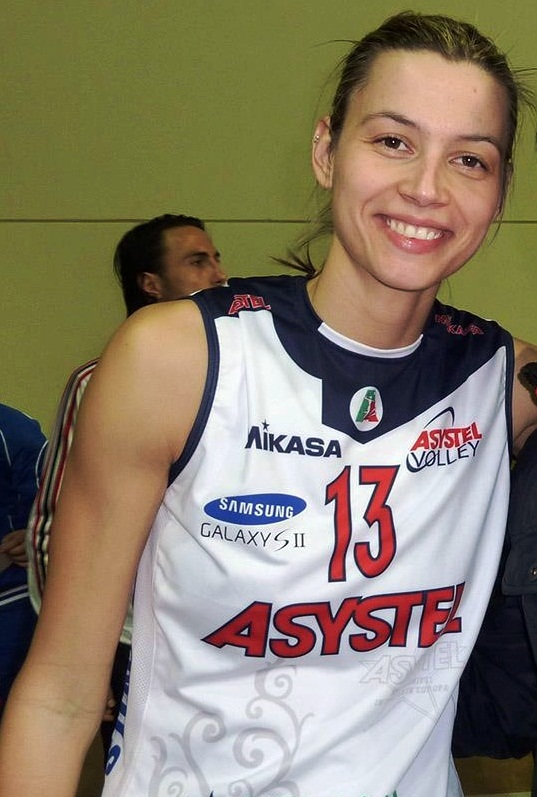
Катарина Барун
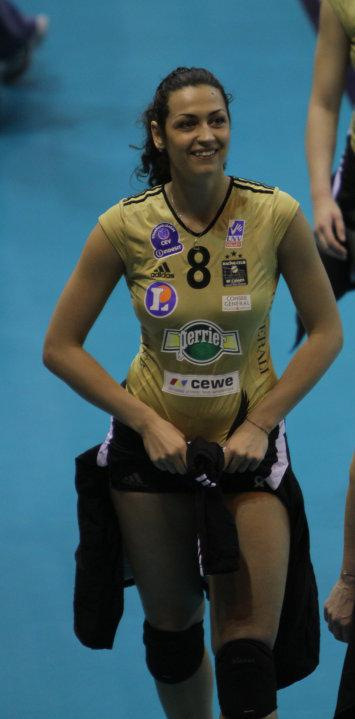
Мирела Делич
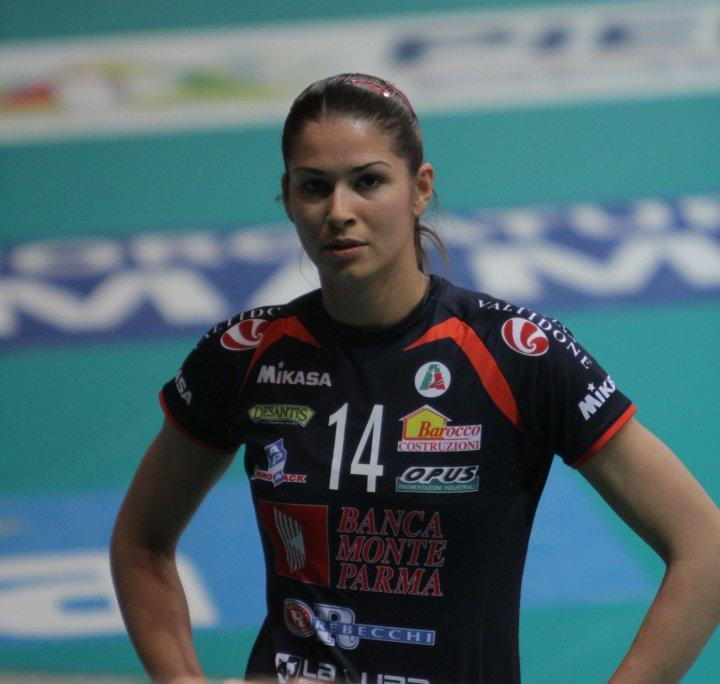
Марина Катич
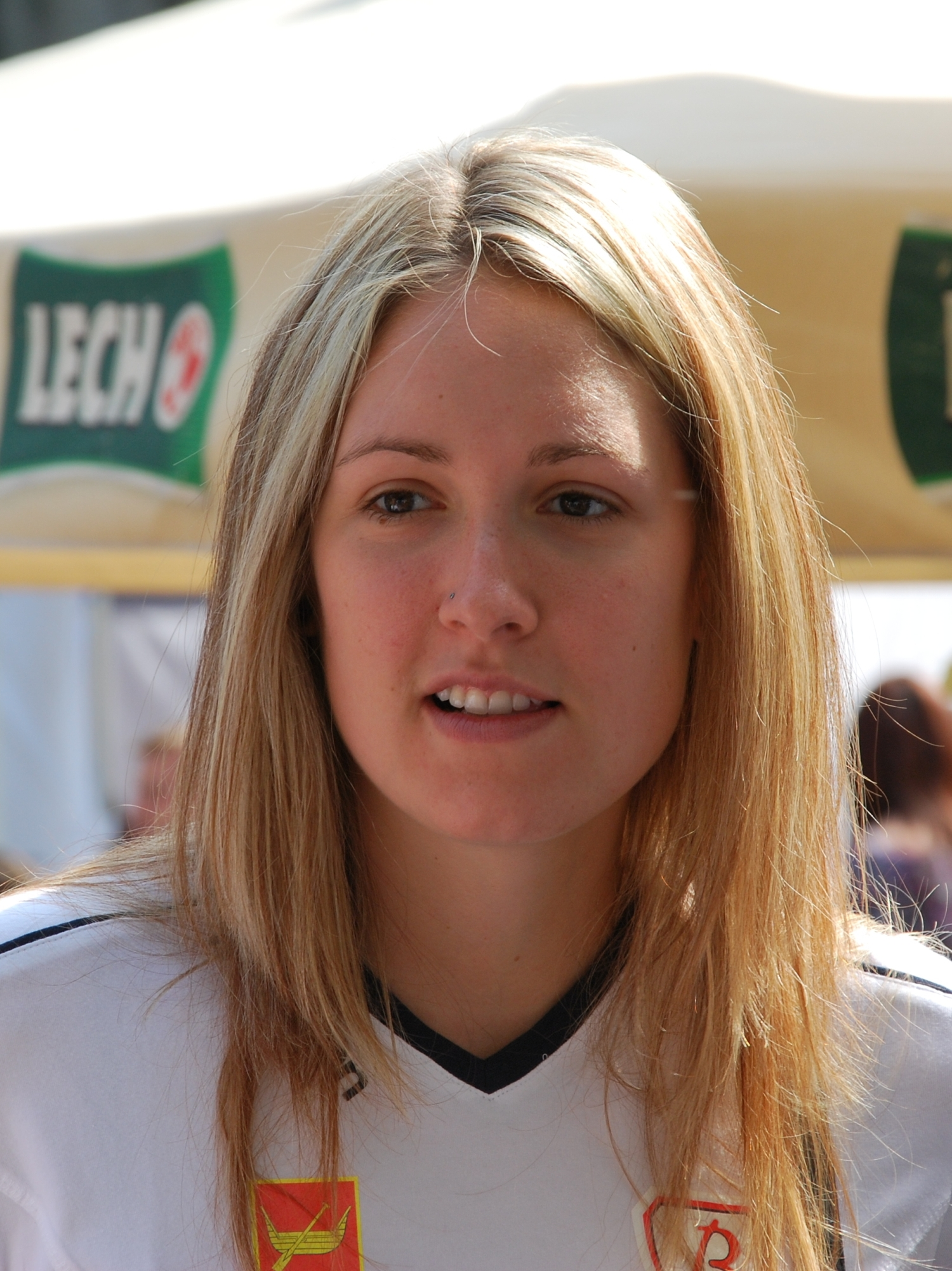
Ана Грбац
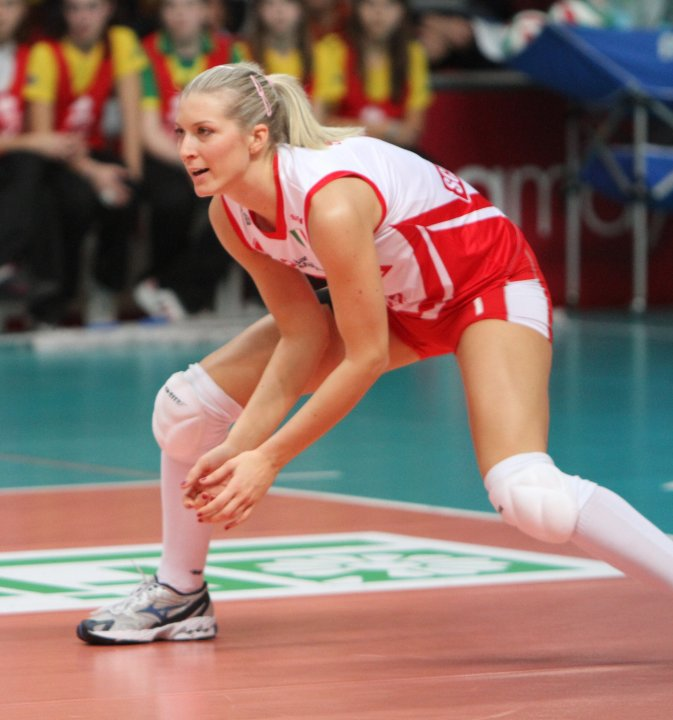
Сенна Ушич
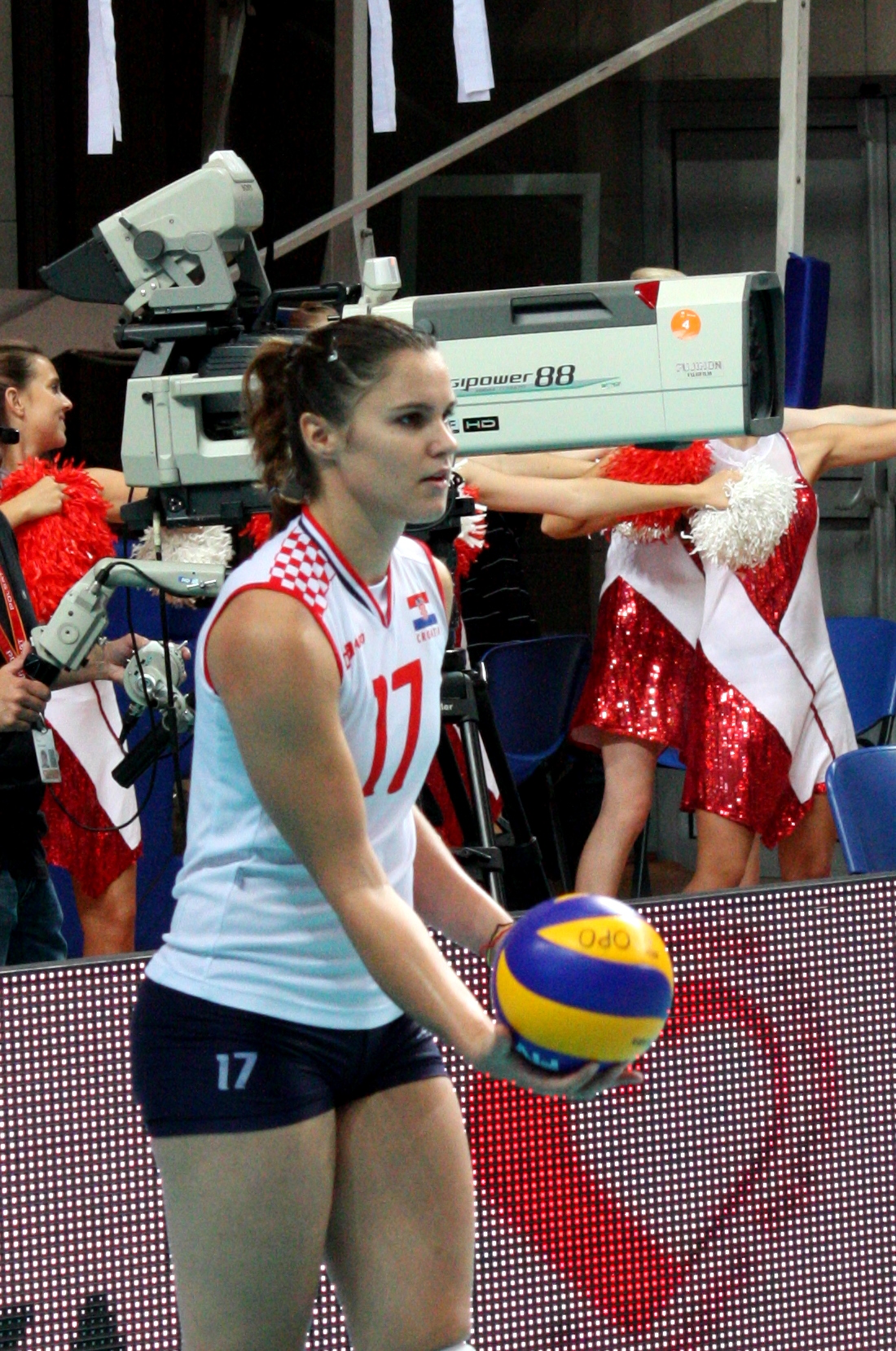
Елена Алайбег
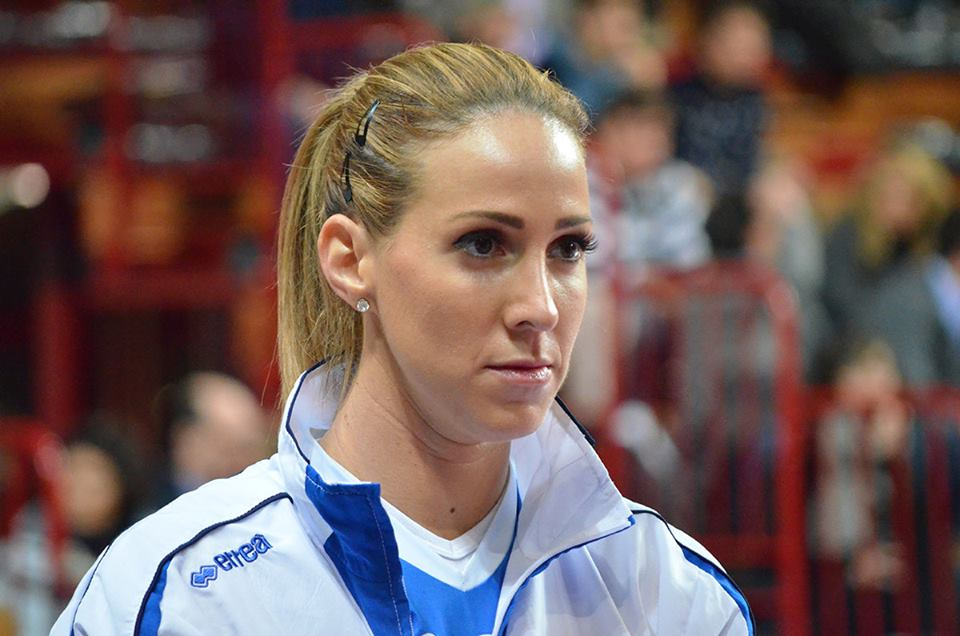
Ивана Прокопич (Милош)